# Бар-ле-Дюк (округ)
Округ Бар-ле-Дюк (фр. Arrondissement de Bar-le-Duc) — округ у Франції, в департаменті Мез. 2023 року округ об'єднував 110 муніципалітетів, населення становило 57 908 осіб.
Адміністративний центр (супрефектура) — Бар-ле-Дюк.

## Муніципалітети
Список муніципалітетів округу та їхні коди INSEE:
1. Андерне (55011)
2. Ансервіль (55010)
3. Базенкур-сюр-Со (55035)
4. Бар-ле-Дюк (55029)
5. Беонн (55041)
6. Бере-сюр-Со (55049)
7. Бодонвільє (55031)
8. Больє-ан-Аргонн (55038)
9. Босіт (55040)
10. Брабан-ле-Руа (55069)
11. Бризо (55081)
12. Брійон-ан-Барруа (55079)
13. Бровільє (55075)
14. Бюр (55087)
15. Б'янкур-сюр-Орж (55051)
16. Вавенкур (55541)
17. Валі (55577)
18. Валь-д'Орнен (55366)
19. Вассенкур (55531)
20. Велен (55543)
21. Вієронкур (55581)
22. Вілле-ле-Сек (55562)
23. Вілле-о-Ван (55560)
24. Віллотт-деван-Луппі (55569)
25. Віль-сюр-Со (55568)
26. Вобекур (55532)
27. Герпон (55221)
28. Даммарі-сюр-Со (55144)
29. Евільє (55246)
30. Евр (55185)
31. Ериз-ла-Брюле (55175)
32. Ериз-ла-Петіт (55177)
33. Ериз-Сен-Дізьє (55178)
34. Еронвіль (55224)
35. Жері (55207)
36. Живроваль (55214)
37. Жувіньї-ан-Пертуа (55261)
38. Іппекур (55251)
39. Комбль-ан-Барруа (55120)
40. Контриссон (55125)
41. Куверпюї (55133)
42. Кувонж (55134)
43. Кузанс-ле-Форж (55132)
44. Курсель-сюр-Ер (55128)
45. Кюле (55138)
46. Лавенкур (55284)
47. Лавуа (55285)
48. Лаекур (55271)
49. Ле-Бушон-сюр-Со (55061)
50. Ле-О-де-Ше (55123)
51. Ле-Труа-Домен (55254)
52. Лемон (55272)
53. Ліль-ан-Риго (55296)
54. Ліль-ан-Барруа (55295)
55. Ліньї-ан-Барруа (55291)
56. Лонжвіль-ан-Барруа (55302)
57. Лонжо (55300)
58. Луазе (55298)
59. Луппі-ле-Шато (55304)
60. Мандр-ан-Барруа (55315)
61. Меній-сюр-Со (55335)
62. Менокур (55332)
63. Молан (55326)
64. Монплонн (55352)
65. Монтьє-сюр-Со (55348)
66. Моньєвіль (55340)
67. Морле (55359)
68. Нан-ле-Гран (55373)
69. Нан-ле-Петі (55374)
70. Нансуа-сюр-Орнен (55372)
71. Нантуа (55376)
72. Не-о-Форж (55370)
73. Нев-Розьєр (55369)
74. Невіль-сюр-Орнен (55382)
75. Неттанкур (55378)
76. Нуає-Озекур (55388)
77. Нюбекур (55389)
78. Ольнуа-ан-Пертуа (55015)
79. Отрекур-сюр-Ер (55017)
80. Прец-ан-Аргонн (55409)
81. Рамберкур-Соммен (55423)
82. Ранкур-сюр-Орнен (55414)
83. Реваль (55442)
84. Ревіньї-сюр-Орнен (55427)
85. Ременнекур (55424)
86. Рессон (55426)
87. Рибокур (55430)
88. Робер-Еспань (55435)
89. Рю-о-Нонен (55447)
90. Рюмон (55446)
91. Савоньєр-деван-Бар (55476)
92. Савоньєр-ан-Пертуа (55477)
93. Сальмань (55466)
94. Сей-д'Аргонн (55517)
95. Сент-Аман-сюр-Орнен (55452)
96. Сеньєль (55479)
97. Содрю (55470)
98. Соммей (55493)
99. Соммелонн (55494)
100. Стенвіль (55501)
101. Сьймон (55488)
102. Таннуа (55504)
103. Тремон-сюр-Со (55514)
104. Тронвіль-ан-Барруа (55519)
105. Фен-Веель (55186)
106. Фукокур-сюр-Таба (55194)
107. Фушер-о-Буа (55195)
108. Шантрен (55358)
109. Шардонь (55101)
110. Шомон-сюр-Ер (55108)